# هوهانس شیراز
هُوْهانِس (اونیک) تادئوسی کاراپتیان متخلص به هُوْهانِس شیراز (به ارمنی: Հովհաննես Շիրազ) شاعر برجسته اهل ارمنستان در سده بیستم (میلادی) می‌باشد.
حماسه اندوه یکی از شعرهای برجسته این شاعر است.

## زندگی

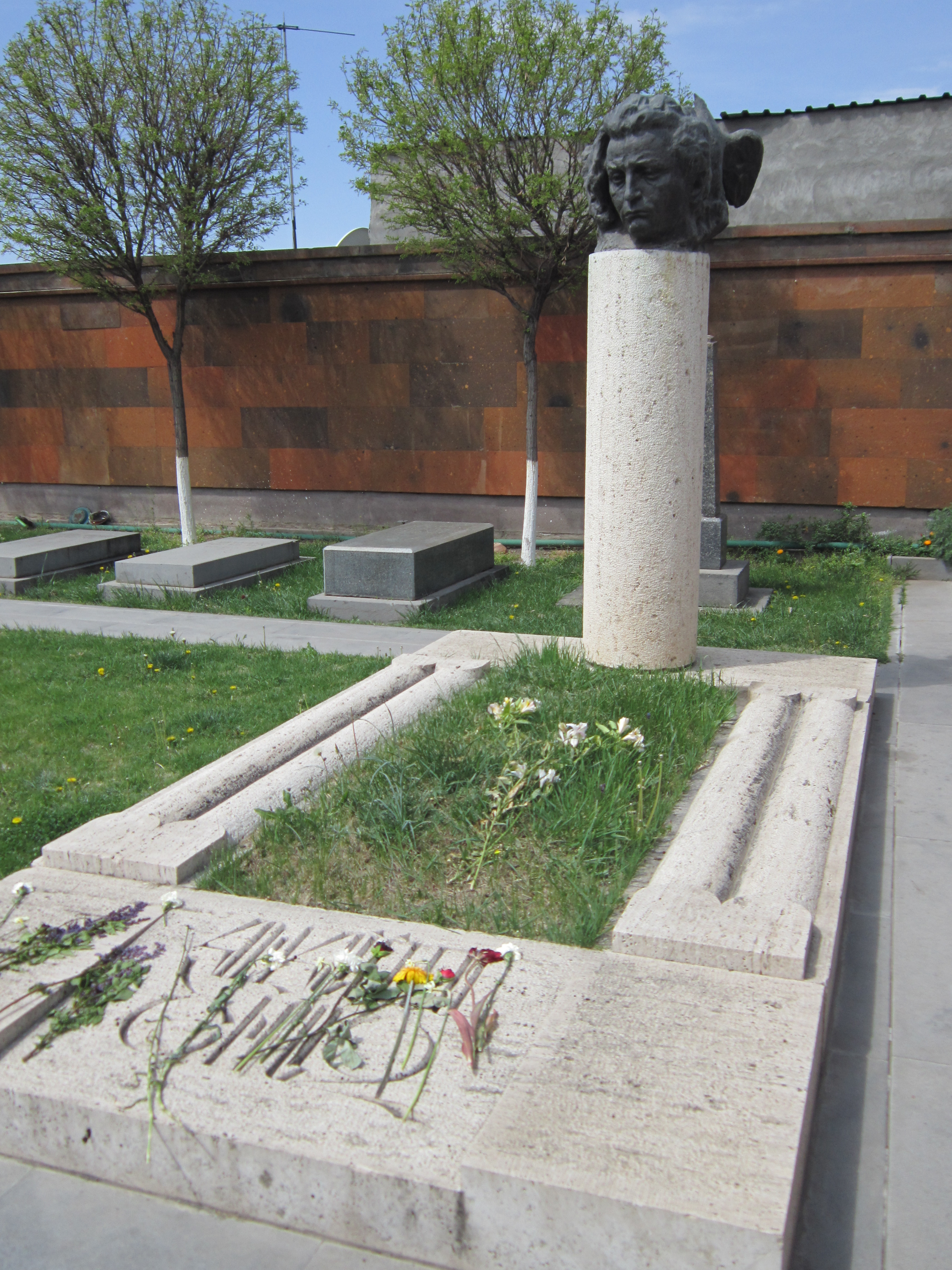
آرامگاه هوهانس شیراز در پانتئون کومیتاس

هوهانس شیراز در ۲۷ آوریلِ ۱۹۱۵ در شهر گیومری در استان شیراک به دنیا آمد. مادرش، آستقیک، اندکی پیش از تولد وی به علت نسل‌کشی ارمنی‌ها بیوه شده بود.
دوران کودکی اش در پرورشگاه سپری گردید. در سال ۱۹۳۲م در کارخانه نساجی زادگاهش به کار پرداخت. هوهانس شیراز در سال‌های ۱۹۳۷–۱۹۴۱ در رشته تاریخ و ادبیات دانشگاه دولتی ایروان به تحصیل پرداخت و پس از فارغ‌التحصیل شدن از دانشگاه همه نیرویش را صرف خلاقیت‌های ادبی کرد.
هوهانس شیراز در مجموع شاعری غزل سرا است و آثارش که برخی از آن‌ها برای شاعر شهرت فراوانی به ارمغان آورد در حدود ۴۰ کتاب به چاپ رسیده‌است.
وی در ۱۴ مارس ۱۹۸۴ درگذشت.

## نمونه اشعار

### من و تو
| من گلی خواهم شد      |  | تو شبنم قلبم باش  |
| من ستاره خواهم شد    |  | تو سوی چشمم باش   |
| جنگلی خواهم شد من    |  | تو بیا برگم باش   |
| تو اگر آفتاب من باشی |  | من آسمان خواهم شد |

### عشق را مرگی نیست
| اگر که باید خاک شوم بعد از مرگ                  |  | بگذار با جاده‌های عشق مجاور باشم    |
| تا به خاطر عشق دوباره به دنیا آیم               |  | در حیات گلی رخشان روئیده از دل خاک |
| جوانی نو رسیده‌ام زِ شاخه بَر چیند                 |  | بَر سینهٔ معشوق خویش بنشاند          |
| آنگاه من در بوسه‌های خوشبخت آنان احساس خواهم کرد |  | عشق را مرگی نیست                   |

### ای گل‌ها
| ای گل‌ها! بَر گور من بشکفید       |  | که اشک‌های من هنوز در قلبتان سوسو خواهد زد |
| ای گل‌ها! بَر گور من مویه کنید    |  | که من به زندگی، بی گل فراوان گریستم       |
| ای گل‌ها! بَر گور من آواز سَر دهید |  | ورنه از تنهائی دل من می‌گیرد               |

### عشق
| آه… اگر که من بگریم و از اشک‌های من     |  | عطشان گلی تک افتاده حتی سیراب گردد         |
| من چنان از ژرفنای دل گریه سَر خواهم کرد |  | که تشنه نماند هیچ گلی دیگر                 |
| من از چشمهٔ قلبم دریائی خواهم ساخت      |  | تنها برای آن که عشق تو تشنگی را نبیند هرگز |